# Mau-Uno
Mau Uno (Mauuno) ist eine osttimoresische Aldeia im Suco Guiço (Verwaltungsamt Loes, Gemeinde Liquiçá). 2015 lebten in der Aldeia 319 Menschen.

## Geographie
Mau Uno liegt im Osten des Sucos Guiço. Die Aldeia bildet einen dünnen Streifen zwischen der Aldeia Caicassavou im Osten und der Aldeia Pandevou im Westen. Im Süden durchquert eine Überlandstraße die Aldeia. An ihr befindet sich der Hauptort Raimeda. Nach Norden hin fehlt eine Besiedlung.

## Politik
2023 wurde Abel Maia zum Chefe de Aldeia gewählt.